# Geschichte des Begriffs Biosphäre
Der Begriff der Biosphäre [bioˈsfɛːrə] (von griechisch βίος, bíos = Leben und σφαίρα, sfaira = Kugel) wurde im 19. Jahrhundert geprägt. Ab den 1920er Jahren ging er verstärkt in die wissenschaftliche Diskussion ein. Außerhalb der Fachwissenschaften wurde er erst Ende der 1960er bekannt. Seit seiner Prägung erfuhr der Begriff verschiedene Bedeutungswandlungen. Aktuell wird zumindest in den Biowissenschaften vor allem ein ökologischer Biosphäre-Begriff verwendet. Damit steht er in Konkurrenz zu einer Reihe weiterer Begriffe, vor allem zum Begriff Ökosphäre.

## Biosphäre in Bio- und Geowissenschaften

### Anfänge

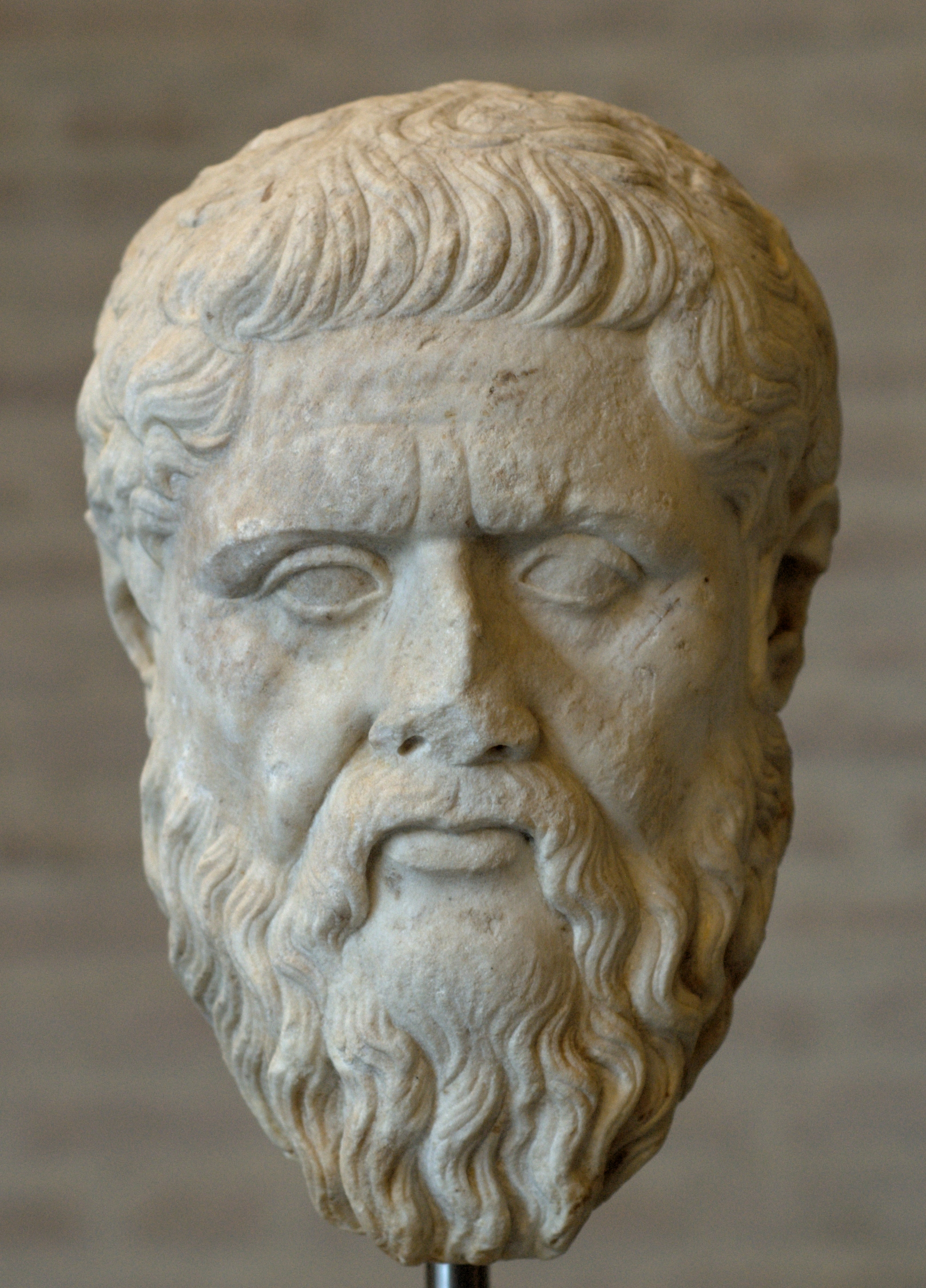
Bei Platon scheint der erste schriftliche Beleg für das Bild von einem lebendigen Planeten Erde nachlesbar.

Dass zur irdischen Welt etwas umfassend Lebendiges gehört, scheint keine Erkenntnis der letzten Jahrhunderte zu sein. Das erste Mal könnte ein solcher Gedanke bereits in der Antike niedergeschrieben worden sein und möglicherweise aus den Texten des griechischen Philosophen Platon (427–347 v. u. Z.) hervorgehen. Die Idee könnte demnach schon sehr lange Bestandteil der abendländischen Weltanschauung gewesen sein:

„οὗ δ΄ ἔστιν τἆλλα ζῷα καθ΄ ἓν καὶ κατὰ γένη μόρια͵ τούτῳ πάντων ὁμοιότατον αὐτὸν εἶναι τιθῶμεν. τὰ γὰρ δὴ νοητὰ ζῷα πάντα ἐκεῖνο ἐν ἑαυτῷ περιλαβὸν ἔχει͵ καθάπερ ὅδε ὁ κόσμος ἡμᾶς ὅσα τε ἄλλα θρέμματα συνέστηκεν ὁρατά.“

„ou d' estin t'alla zôia kath hen kai kata genê moria, toutôi pantôn homoiotaton auton einai tithômen. ta gar dê noêta zôia panta ekeino en eautôi perilabon echei, kathaper hode ho kosmos hêmas hosa te alla thremmata sunestêken horata.“

„das aber, von dem das andere Lebendige in Individuen und Gattungen nur ein Teil ist, dem wollen wir unter allen Möglichkeiten zugestehen, dass es das Ähnlichste sei. Denn alle denkbaren Lebewesen enthält jenes, indem es sie in sich umfasst, wie diese Welt uns und überhaupt die übrigen sichtbaren Zöglinge komponiert hat.“

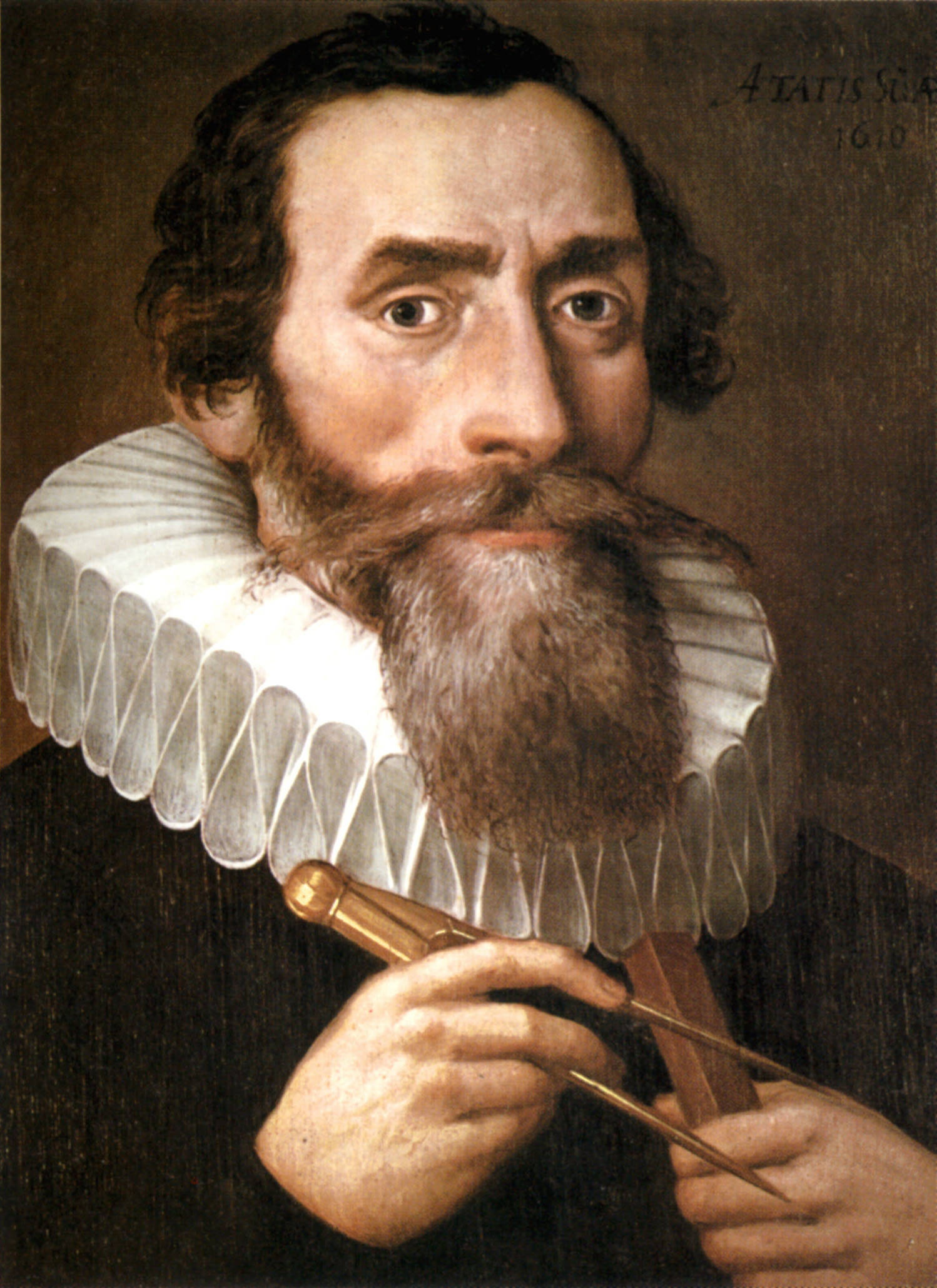
Johannes Kepler beschrieb die Erde wie einen lebenden Organismus.

Etwa zweitausend Jahre später wurde dann der deutsche Astronom Johannes Kepler (1571–1630) im Jahr 1619 sehr konkret. Er begriff aber nicht nur die unmittelbare Umwelt der Organismen, sondern die gesamte Erde als lebendig. Demzufolge gingen seine Gedanken zur lebendigen Erde sogar über das hinaus, was heutzutage unter Biosphäre definiert wird. Heute spiegeln sich aber derlei ganzheitliche (holistische) Erdbetrachtungen wider in den verhältnismäßig jungen Begriffen Gaia, System Erde oder auch Bioplanet Erde:

„Non est quippe Terra, animal tale, quale Canis, ad omnem nutum promptum; sed tale, quale Bos aut Elephas, tardum ad iram, tanóque víolentius, cúm excandiut. […] Ut enim corpus in cutis superficie pilos, sic terra plantas arboresque profert inque ijs ibi pediculi, hîc erucæ, cicadæ, variaque insecta & monstra marina nascuntur: & ut corpus lachrymas, blennam, auriumque recrementa, est ubi & gummi ex faciei pustulis, sic Tellus electrum, bitumen: utque vesica urinam: sic montes flumina fundunt; & ut corpus excrementum suphurei odoris, crepitusque, qui etiam inflammari possunt, sic Terra Sulphur, ignes subterraneos, tonitrua, fulgura: utque in venis animantis generatur sanguis, & cum eo sudor, extracorpus ejectus; sic invenis terræ, Metalla & fossilia, vaporque pluvius.“

„Denn die Erde ist nicht ein Tier mit der Art des Hundes, der auf jeden Wink pariert, sondern mit der eines Ochsen oder Elefanten, also ein Tier, das nicht leicht in Zorn zu bringen ist, dann aber um so wütender wird, wenn der Zorn entbrannt ist. […] Wie nämlich der Körper auf der Oberfläche Haut Haare, so bringt die Erde Pflanzen und Bäume hervor, und wie dort Läuse entstehen, so hier Raupen, Grillen und andere Insekten sowie Meeresungeheuer. Wie der Körper Tränenflüssigkeit, Nasenschleim, Ohrenschmalz, bisweilen auch eine klebrige Flüssigkeit aus Pusteln im Gesicht ausscheidet, so die Erde Bernstein und Erdpech. Wie die Blase den Urin fließen lässt, so die Berge Flüsse. Wie der Körper ein Exkrement von schwefligem Geruch und laute Winde, die entzündbar sind, von sich gibt, so die Erde Schwefel und unterirdisches Feuer unter Donner und Blitz. Wie in den Adern des Tieres Blut entsteht und damit auch der Schweiß, der aus dem Körper ausgeschieden wird, so in den Adern der Erde Metalle und Kristalle sowie Regendampf.“

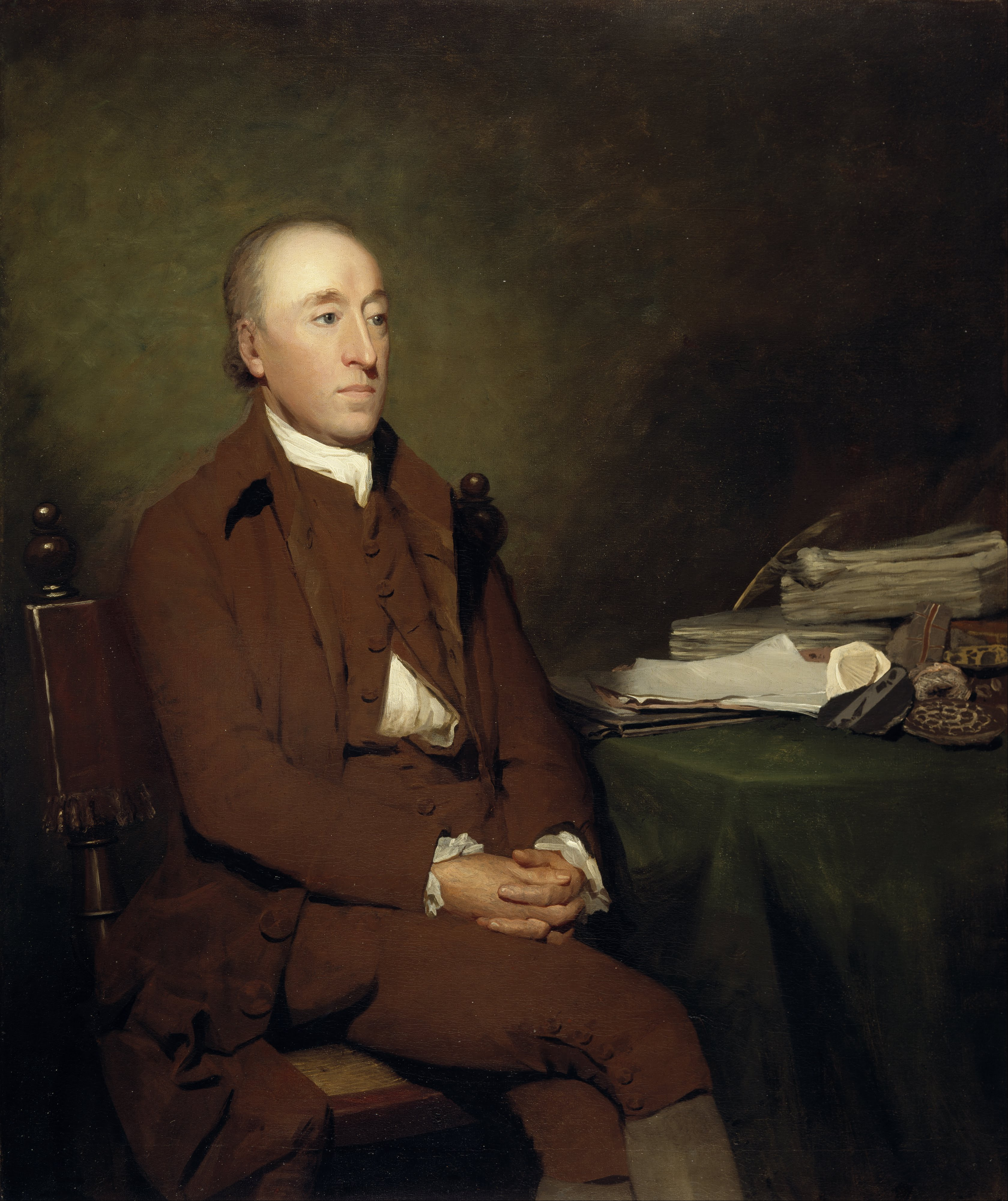
James Hutton sprach von einer „living world“.

Ähnliches wie Kepler könnte nach etwa 170 Jahre wieder der schottische Naturforscher James Hutton (1726–1797) gemeint haben, als er die Erde wiederholt als „living world“ bezeichnete. Dies geschah vor breiterem Publikum das erste Mal in zwei Lesungen, die am 7. März und am 4. April 1785 vor der Royal Society of Edinburgh stattfanden. Zu den Lesungen kursierte eine privat gedruckte Kurzfassung. Das vollständige Skriptum erschien drei Jahre später. Dadurch wurden Huttons Gedanken einer breiten Öffentlichkeit zugänglich. In dem Skriptum kann zudem nachgelesen werden, dass Hutton die Erde in verschiedene Teilaspekte („bodies“) gliederte. Er wies die drei unbelebten irdischen Teilaspekte der festen Erde, des Wassers und der Luft aus. Diese setzte er aber in Beziehung zu einem vierten irdischen Teilaspekt – dem Teilaspekt der Lebewesen. Damit war Huttons Theory of the Earth vollständig formuliert. Er stellte sie noch einmal 1795 in einem zweibändigen Werk ausführlich dar.
James Hutton war es nicht nur gelungen, die Wichtigkeit des Lebens zum Verständnis des gesamten Systems Erde herauszustellen. Er konnte gleichzeitig vermitteln, dass die Erde aus vier verhältnismäßig separaten „bodies“ bestehen würde. Hierin äußert sich ein grundsätzlicher Wandel im Naturverständnis, denn James Hutton ließ die bisherige, eher holistische Erdbetrachtung hinter sich und ersetzte sie durch einen geowissenschaftlichen Reduktionismus. Statt in ihrer hochkomplexen planetaren Gänze konnten fortan einzelne Teilaspekte der Erde für sich herausgegriffen, betrachtet und erforscht werden.

### 19. Jahrhundert: Lamarck und Suess

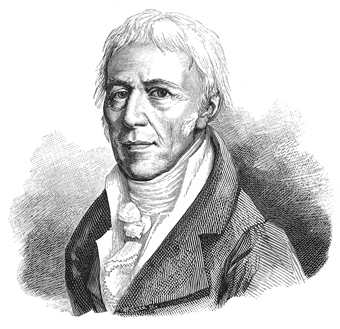
Jean-Baptiste de Lamarck formulierte die Idee einer Biosphäre.

Näher fassbar wurde die Idee der Biosphäre im Jahr 1802 durch den französischen Naturforscher Jean-Baptiste de Lamarck (1744–1828). Denn er schrieb davon, dass die Biologie ein unabdingbar nötiger Teil zum vollständigen Studium der Erde wäre:

„Ainsi toutes ces considérations partagent naturellement la physique terrestre en trois parties essentielles, dont la première doit comprendre la théorie de l'atmosphère, la Météorologie; la seconde, celle de la croûte externe du globe, l' Hydrogéologie; la troisième enfin, celle des corps vivans, la Biologie.“

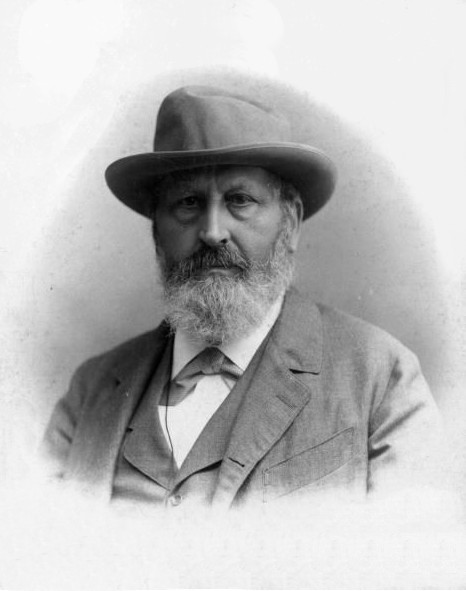
Eduard Suess erfand den Begriff der Biosphäre.

Für seine Idee prägte Lamarck noch keinen eigenen Begriff. Erst der österreichische Geologe Eduard Suess (1831–1914) erfand 1875 den Ausdruck Biosphäre für sein Buch Die Entstehung der Alpen:

„So wie man gelernt hat, die Sonne in eine Anzahl konzentrischer Hüllen zu zerlegen, kann man wohl auch die Erde in Hüllen teilen, deren jede allerdings in vielfacher Verbindung mit der nächstfolgenden steht.
Die erste ist die Atmosphäre, die zweite die Hydrosphäre, die dritte die Lithosphäre […] Eines scheint fremdartig an diesem großen, aus Sphären gebildeten Himmelskörper, nämlich das organische Leben. Aber auch dieses ist auf eine bestimmte Zone beschränkt, auf die Oberfläche der Lithosphäre. Die Pflanze, welche ihre Wurzeln Nahrung suchend in den Boden senkt und gleichzeitig sich atmend in die Luft erhebt, ist ein gutes Bild der Stellung organischen Lebens in der Region der Wechselwirkung der oberen Sphären und der Lithosphäre, und es lässt sich auf der Oberfläche des Festen eine selbstständige Biosphäre unterscheiden. Sie dehnt sich jetzt über die trockene wie über die benetzte Oberfläche aus, aber die Entwicklungsfolge von Kiemen und Lunge lehrt, dass die benetzte Oberfläche ihr Ausgangspunkt gewesen ist. […] Die Entwicklung und Verbreitung des organischen Lebens ist in hohem Grade abhängig gewesen von der Ausbildung der Oberflächen-Gestaltung der Lithosphäre.“

- Biosphäre nach Eduard Suess: Der unbelebte Raum, in dem die irdischen Organismen leben. Biosphäre wird als räumlicher Begriff verwendet.

Mit der Ausweisung von Atmosphäre, Hydrosphäre, Lithosphäre und Biosphäre vollendete Eduard Suess das Konzept der vier „bodies“, von denen James Hutton geschrieben hatte. Das bedeutete gleichzeitig, dass der Begriff der Biosphäre aus Huttons reduktionistischem Weltverständnis entstanden war.
Einige Jahre darauf erwähnte Suess den Biosphäre-Begriff erneut in seinem Hauptwerk Das Antlitz der Erde. Die mehrbändige Veröffentlichung wurde für viele Jahre als geologisches Lehrwerk genutzt.

### 20. Jahrhundert: Wernadski und Teilhard de Chardin
Das Antlitz der Erde gelangte auch in die Hände des russischen Geowissenschaftlers Wladimir Iwanowitsch Wernadski (Владимир Иванович Вернадский, 1863–1945). Während eines Aufenthalts in Österreich traf er 1911 sogar mit Eduard Suess persönlich zusammen. Ab 1917 setzte sich Wernadski intensiv mit der Idee einer Biosphäre auseinander. Dabei war er wahrscheinlich nicht nur durch Eduard Suess beeinflusst. Zumindest geringfügig könnten ebenfalls die Vorstellungen seines Onkels eine Rolle gespielt haben, dem ukrainischen Philosophen Evgraf Maksimovich Korolenko (1810–1880). Während langer nächtlicher Spaziergänge hatte Korolenko dem Neffen seine Überzeugung dargelegt, dass die gesamte Erde als lebendiger Organismus anzusehen wäre.

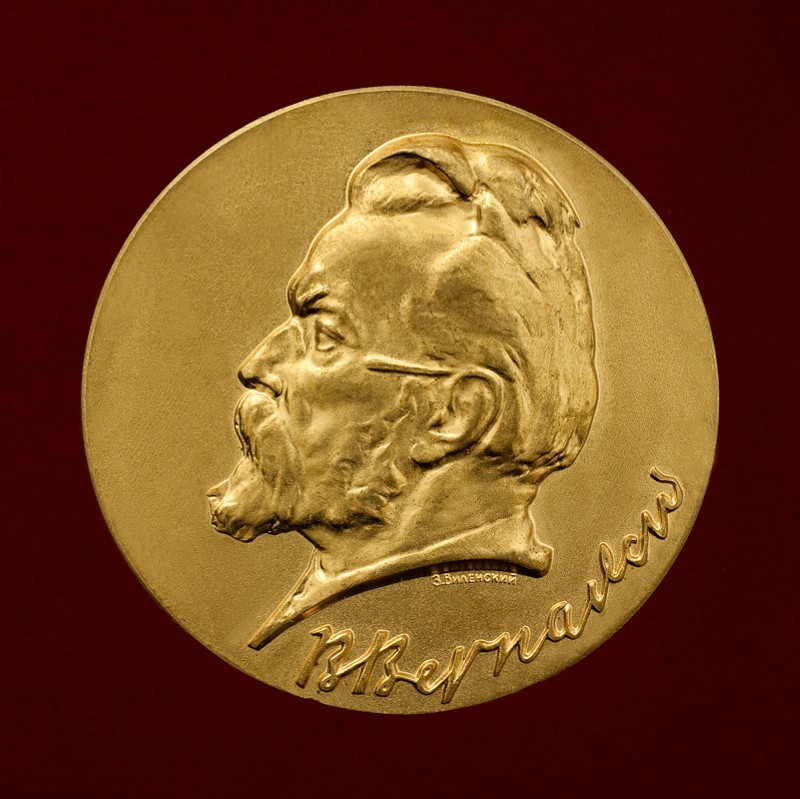
Wladimir Iwanowitsch Wernadski entwickelte einen ökologischen Biosphäre-Begriff.

Zwischen 1922 und 1925 hielt sich Wernadski in Paris auf. Dort lernte er den französischen Jesuiten Pierre Teilhard de Chardin (1881–1955) kennen. Teilhard de Chardin hatte um 1920 ebenfalls Das Antlitz der Erde gelesen und darüber 1921 eine begeisterte Abhandlung geschrieben. Teilhard de Chardin studierte Paläontologie in Paris und errang darin 1922 einen Doktortitel. Die beiden Geowissenschaftler trafen sich nun häufiger, zusammen mit Teilhard de Chardins gutem Freund Édouard Le Roy (1870–1954). In den Gesprächen dieser drei Männer wurden die modernen Anschauungen zur Biosphäre geformt.
Darauf folgend konnte Wernadski Gedanken zur Biosphäre das erste Mal 1922 und 1923 vor einem größeren Publikum erläutern. Denn er hielt Vorlesungen an der Pariser Sorbonne über Geochemie. Zu seinen Zuhörern zählte neben Teilhard de Chardin und Le Roy auch Henri Bergson (1859–1941). Ein Essay zur Vorlesung wurde 1924 veröffentlicht.
Nach weiteren Überlegungen folgte 1926 ein kurzes Buch in russischer Sprache mit dem Titel биосфера. Es wurde 1929 ins Französische übersetzt.
- Biosphäre nach Wladimir Iwanowitsch Wernadski: Die Gesamtheit der irdischen Organismen mitsamt dem Raum, den sie bewohnen, mit dem sie wechselwirken und den sie mit formen. Biosphäre wird als ökologischer Begriff verwendet.

Mit der Veröffentlichung und einer ersten Übersetzung seines Hauptwerks hätte Wernadskis Biosphäre-Begriff einer breiteren internationalen Wissenschaftsgemeinde zugänglich gemacht werden können. Dies wurde anfänglich allerdings aus drei Gründen verhindert:
1. Wegen fehlender Russischkenntnisse konnte биосфера (1926) nur von wenigen westeuropäischen Wissenschaftlern gelesen werden.
2. Auch die französische Übersetzung La Biosphère (1929) wurde kaum beachtet.
3. Außerdem hatte 1925 und 1926 Pierre Teilhard de Chardin inzwischen eigene Essays zum Thema Biosphäre veröffentlicht. Im Gegensatz zu Wernadskis Büchern wurden Teilhard de Chardins Schriften weithin gelesen. Allerdings meinte Teilhard de Chardin etwas Anderes als Wernadski, wenn er von der Biosphäre schrieb.[24]

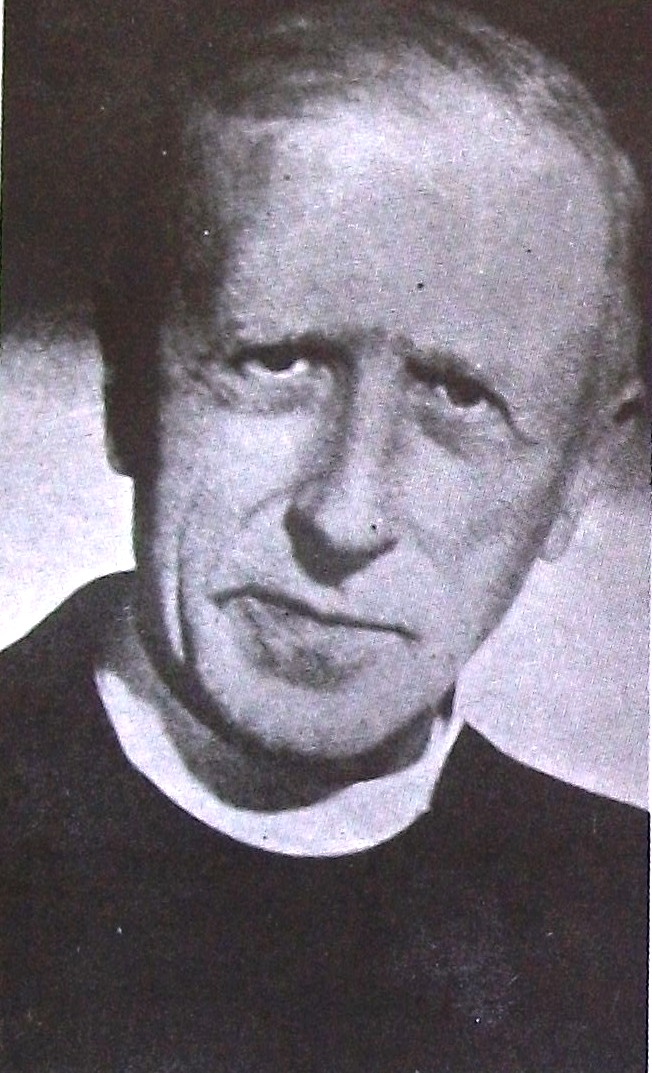
Pierre Teilhard de Chardin verbreitete einen biotischen Biosphäre-Begriff.

Der Biosphäre-Begriff von Teilhard de Chardin erschien noch vor Wernadskis La Biosphère und wurde weitläufiger beachtet. Darum setzte sich vorerst dieser Biosphäre-Begriff durch, nicht jener von Wernadski.
- Biosphäre nach Pierre Teilhard de Chardin: Die Gesamtheit der irdischen Organismen. Biosphäre wird als biotischer Begriff verwendet. Er ist gleichbedeutend mit globale Biota[25] oder globale Biozönose.

Teilhard de Chardin folgte nicht dem ökologischen Biosphäre-Begriff von Wernadski – obwohl er den russischen Gelehrten persönlich aus Paris kannte und zusammen mit ihm und Édouard Le Roy die moderne Auffassung von Biosphäre mit entwickelt hatte. Eine Erklärung für den prinzipiellen Unterschied der beiden Biosphäre-Begriffe liegt in der Lektüre von Wernadkis Buch биосфера. Darin findet sich nirgendwo eine prägnante oder explizite Definition von Wernadskis ökologischem Biosphäre-Begriff. Stattdessen erschließt sich der ökologische Biosphäre-Begriff erst allmählich beim Gang durch die Kapitel. Andererseits gibt es in dem Buch zumindest einen Textabschnitt, der für sich genommen ganz nach einem biotischen Biosphäre-Begriff klingt: In den Kapiteln 44 bis 46 schätzte Wernadski die Gesamtmasse der Biosphäre. Wernadski meinte mit dieser Gesamtmasse allerdings nicht die Masse aller Lebewesen zusammen mit der gesamten Masse der von ihr beeinflussten abiotischen Umwelt. Nur eine solche Gesamtmasse wäre aber die Gesamtmasse im Sinne eines ökologischen Biosphäre-Begriffs gewesen. Stattdessen meinte Wernadski mit der biosphärischen Gesamtmasse ausschließlich die Masse aller Lebewesen. Damit folgte zumindest dieser Textabschnitt einem biotischen Biosphäre-Begriff. Demnach verwendete Wernadski in den 1920ern nicht immer einen eindeutigen Biosphäre-Begriff, sondern schwankte zwischen der ökologischen und der biotischen Bedeutung. Allerdings tendierten seine Schriften weit überwiegend in Richtung des ökologischen Biosphäre-Begriffs. Letztlich unterschied er sich eben hier von Teilhard de Chardin – und der Jesuit trieb in seinen Publikationen konsequent den biotischen Biosphäre-Begriff voran.
Für ein halbes Jahrhundert spielte der ökologische Biosphäre-Begriff von Wernadski kaum eine Rolle. Bis in die 1970er Jahre dominierte der biotische Biosphäre-Begriff nach Teilhard de Chardin umfassend. Selbst in Russland war Wernadskis ökologischer Biosphäre-Begriff in den 1930ern so gut wie unbekannt und kam erst allmählich in den 1960ern wieder zum Vorschein. In der westlichen Welt tauchte es nur hin und wieder in wenigen Publikationen auf.
Zudem war allein der Ausdruck Biosphäre über Jahrzehnte nur in Fachkreisen geläufig. Das änderte sich erst nach dem September 1968. Damals lud die UNESCO in Paris zur Biosphere-Conference – zur Intergovernmental Conference of Experts on the Scientific Basis for Rational Use and Conservation of the Resources of the Biosphere. Infolge dieser Konferenz wurde das Man and the Biosphere Programme ins Leben gerufen. Eine Aufgabe des Programms bestand in der Ernennung sogenannter Biosphärenreservate. Auf diese Weise gelangte Biosphäre in das Vokabular von Naturschutz und Raumplanung. Die Bekanntheit des Ausdrucks nahm stark zu.
Noch während der Biosphäre-Begriff vollständig durch Teilhard der Chardin dominiert wurde, erkannten neben Wernadski auch andere Wissenschaftler das Vorhandensein eines globalen Ökosystems. Sie konnten es jedoch nicht mehr Biosphäre nennen, weil der Begriff durch die Schriften von Teilhard der Chardin anders besetzt war. Stattdessen prägten sie für das globale Ökosystem einen neuen Begriff – Ökosphäre. Der Begriff geht zurück auf Lamont C. Cole (1958) und wurde noch einmal unabhängig neu erfunden von A. Gillard (1969). Der Ökosphäre-Begriff wurde zu Beginn der 1970er weit bekannt durch den Bestseller The Closing Circle. von Barry Commoner (1917–2012).
Zur gleichen Zeit lebte jedoch der ökologische Biosphäre-Begriff ebenfalls wieder auf. Das geschah vor allem im Zuge der einflussreichen Veröffentlichungen des englischen Limnologen George Evelyn Hutchinson (1903–1991). Die Wiederentdeckung des Urhebers des ökologischen Biosphäre-Begriffs – Wladimir Iwanowitsch Wernadski – geschah sogar noch später. Erst ab den mittleren 1980ern wird er in Veröffentlichungen häufiger erwähnt.
| Autor                          | Definition | Begriff                        | Synonyme                              |
| ------------------------------ | --- | ------------------------------ | ------------------------------------- |
| Eduard Suess                   | Der unbelebte Raum der Erde, in dem Leben vorkommt.                                                                                      | räumlicher Biosphäre-Begriff   | Physiosphäre, Geosphäre               |
| Pierre Teilhard de Chardin     | Die Gesamtheit der irdischen Lebewesen.                                                                                                  | biotischer Biosphäre-Begriff   | globale Biota, globale Biozönose      |
| Wladimir Iwanowitsch Wernadski | Die Gesamtheit der irdischen Organismen mitsamt dem unbelebten Raum, den sie bewohnen, mit dem sie wechselwirken und den sie mit formen. | ökologischer Biosphäre-Begriff | Biogeosphäre, Geobiosphäre, Ökosphäre |

### Aktuelle Situation
Der Biosphäre-Begriff wird aktuell noch immer nicht einheitlich verwendet. Zumindest in den Biowissenschaften herrscht jedoch der ökologische Biosphäre-Begriff vor. Hier wird demnach der Tradition gefolgt, die vom Limnologen George Evelyn Hutchinson neubegründet wurde und auf Wladimir Iwanowitsch Wernadski verweist:

„Die Gesamtheit der Ökosysteme der Erde ergibt die Biosphäre.“

Diese ökologisch aufgefasste Biosphäre führte auch zu der Namensgebung der künstlichen Biosphäre 2. Die semantische Situation wird allerdings komplexer, wenn neben den Biowissenschaften auch Publikationen aus den Geowissenschaften berücksichtigt werden. Hier finden sich zwar Veröffentlichungen, die ebenfalls mit dem ökologischen Biosphäre-Begriff arbeiten. In Ausnahmefällen kann sogar ein räumlicher Biosphäre-Begriff nach Eduard Suess angetroffen werden. Mehrheitlich wird in den Geowissenschaften allerdings der biotische Biosphäre-Begriff bevorzugt, der von Teilhard de Chardin verbreitet worden war:

„Die Oberfläche der festen Erdrinde und deren oberste Lage, der Boden, sowie die umgebende Wasser- und Lufthülle (Hydrosphäre und Atmosphäre) werden von einer unendlichen Mannigfaltigkeit von Lebewesen besiedelt (Biosphäre).“

„Was die Erde von allen anderen bekannten Planeten und Monden unterscheidet, ist ihre Biosphäre. Sie hat die Umwelt in Oberflächennähe unwiderruflich verändert und dabei nicht nur am Boden, im Wasser und in der Luft ihre Spuren hinterlassen, sondern auch in Gesteinen und Mineralen. […] Parallel zur Biosphäre entwickelte sich auch die Geosphäre weiter. Für einen besonderen Schub sorgten Mikroorganismen und Tiere, die lernten, ihre eigenen schützenden Schalen aus Mineralen aufzubauen.“

Die geowissenschaftliche Bevorzugung des biotischen Biosphäre-Begriffs hängt zusammen mit dem vornehmlich geowissenschaftlichen Konzept vom System Erde. Innerhalb des Konzepts wird die Biosphäre gleichberechtigt neben die drei unbelebten Sphären der Hydrosphäre, der Atmosphäre und der Lithosphäre gestellt. Das Augenmerk liegt hier auf dem gleichberechtigten Nebeneinander von belebter und unbelebter Umwelt innerhalb des Systems Erde. Die ökologisch Durchwirkung der drei unbelebten Sphären durch die globale Biozönose kommt begrifflich nicht zum Tragen:

„System Earth comprises four open subsystems or 'spheres': the [litho]sphere, the atmosphere, the hydrosphere, and the biosphere. Each of these spheres is a reservoir of matter and energy that can be exchanged with the other spheres. The exchange of energy and matter between the spheres are expressed as a number of physical (e.g. the rock cycle) or biogeochemical (e.g. the carbon cycle) cycles, responsible for the continuous changes within System Earth. This is 'global change'.“

„System Erde umfasst vier offene Untersysteme, die auch 'Sphären' genannt werden: die [Litho]sphäre, die Atmosphäre, die Hydrosphäre und die Biosphäre. Jede dieser Sphären ist ein Depot für Stoffe und Energie, die mit den anderen Sphären ausgetauscht werden können. Der Austausch von Energie und Stoffen zwischen den Sphären äußert sich in einer Reihe physikalischer (z. B. Kreislauf der Gesteine) oder biogeochemischer Kreisläufe (z. B. Kohlenstoffkreislauf). Sie sind verantwortlich für den ständigen Wandel innerhalb des Systems Erde. Dieser Wandel ist gemeint mit 'Global Change'.“

## Biosphäre und Ökosphäre, Geobiosphäre
In jüngerer Zeit wird in den Biowissenschaften Biosphäre vornehmlich in ökologischer Bedeutung verwendet. Das macht den Begriff zu einem Synonym von Ökosphäre. Beide Begriffe folgen einem ökologischen Konzept, das von Wladimir Iwanowitsch Wernadski in den 1920ern unter dem Namen биосфера eingeführt worden war. Welches der Wörter sich letztlich durchsetzen wird, scheint derzeit nicht absehbar:

„[…] biosphere was unfortunately replaced by ecosphere. This neologism, in vogue since 1970, was introduced in flagrant ignorance of Vernadsky's teaching.“

„Biosphäre wurde unglücklicherweise ersetzt durch Ökosphäre. Diese Wortneuschöpfung, beliebt seit 1970, wurde eingeführt in ungeheuerlicher Unkenntnis von Wernadskis Lehre.“

Zwar besaß Ökosphäre ursprünglich noch eine zweite Bedeutung. Der Begriff wurde auch in der Astronomie verwendet, als Synonym für Habitable Zone. Allerdings wird seit 1996 ausschließlich der letztere Begriff von der NASA gebraucht. Deshalb hat der Ökosphäre-Begriff inzwischen seine astronomische Bedeutung eingebüßt. Er wird heutzutage durchgehend in seiner ökologischen Wortbedeutung benutzt und birgt demzufolge kaum noch eine Missverständnismöglichkeit.

„[…] 'ecosphere' is the most appropriate term for all situations where living things and their supporting environment are taken as a whole.“

„'Ökosphäre' ist der am besten geeignete Begriff für alle Situationen, in denen Lebewesen zusammen mit ihrer [unbelebten] Umwelt als Ganzes betrachtet werden.“

Darüber hinaus wurden in der Zwischenzeit vier weitere Begriffe eingeführt, die ebenfalls als Synonyme zum ökologischen Biosphäre-Begriff aufzufassen sind: Geobiosphäre (Geo-Biosphäre) oder Biogeosphäre (Bio-Geosphäre), beziehungsweise sogar Geosphäre-Biosphäre oder Biosphäre-Geosphäre. Diese Begriffe wurden allesamt später als Biosphäre und Ökosphäre erfunden. Sie können als Versuch aufgefasst werden, den biotischen Biosphäre-Begriff um eine ökologische Bedeutung auszuweiten. Damit schaffen sie begriffliche Alternativen zu Ökosphäre. Allerdings werden alle vier Begriffe nur sehr selten verwendet. Keiner von ihnen konnte sich durchsetzen.
Die aktuelle semantische Situation von Biosphäre ergibt ein sehr uneinheitliches Bild. In den Geowissenschaften wird weiterhin ein biotischer Biosphäre-Begriff gepflegt. In den Biowissenschaften wird heute vor allem ein ökologischer Biosphäre-Begriff verwendet. Der Begriff steht allerdings in starker Konkurrenz zu Ökosphäre und in schwacher Konkurrenz zu Geobiosphäre und ähnlichen Begriffen. Zusammengefasst existieren heute sechs Synonyme zur Bezeichnung des weltweiten Ökosystems in seiner räumlichen Ausdehnung.
|  | Mit den Begriffen Ökosphäre und Physiosphäre und Globale Biozönose kann man das weltweite Ökosystem in seiner räumlichen Ausdehnung unmissverständlich darstellen. Die drei Begriffe fügen sich zudem reibungsfrei in das größere Konzept vom System Erde. Weitergehende Erläuterungen in der → Bildbeschreibung. Der Begriff Biospäre ist dagegen weniger klar, denn er kann einerseits ökologisch oder andererseits biotisch verstanden werden. Man kann ihn also sowohl mit der Ökosphäre als auch mit der globalen Biozönose gleichsetzen. |

## Biosphäre und Gaia, System Erde, Bioplanet Erde
Der ökologische Biosphäre-Begriff nach Wladimir Iwanowitsch Wernadski überlappt und verwischt mit drei anderen Begriffen. Die ökologisch verstandene Biosphäre bezeichnet ausschließlich jene dünne Hülle der Erde, in der sämtliche irdischen Organismen vorkommen und in der sie untereinander und mit ihrer unbelebten Umwelt wechselwirken. Damit wird bloß ein kleiner Raumausschnitt der Erde betrachtet. Demzufolge besitzt auch Wernadskis Biosphäre-Begriff reduktionistische Züge in der Tradition von James Hutton und Eduard Suess.
Seit 1968 sind jedoch geowissenschaftliche Gegenbewegungen entstanden, die zu einer eher holistischen Betrachtungsweise zurückkehren. Die Konzepte von Gaia, System Erde und Bioplanet Erde ragen räumlich und funktionell über die Grenzen der Biosphäre hinaus. Sie postulieren, dass die Erde nur verständlich wird, wenn sie als funktionales Ganzes aufgefasst wird. Dabei gestehen die drei Begriffe insbesondere dem Leben eine ausgreifendere Wirkmächtigkeit zu. Sie fordern, dass weitere Anteile der Erde – fern jeden Lebens – zumindest indirekt von den Lebewesen mit geformt werden.
Der Begriff von Gaia (ab 1968) besitzt zwei Ausformungen, weak Gaia und strong Gaia. In seiner schwächsten Ausformulierung besagt der Schwache-Gaia-Begriff, dass das irdische Leben seine unbelebte Umwelt tiefgreifend umgestaltet. Darin gleicht der Schwache-Gaia-Begriff noch fast der Biosphäre (Ökosphäre). Allerdings gibt es auch noch den Starke-Gaia-Begriff, der nicht scharf vom Schwache-Gaia-Begriff geschieden wird. Der Starke-Gaia-Begriff betrachtet den Planeten Erde mit ihren Lebewesen als eigenständige Lebensform. Gerade der Starke-Gaia-Begriff wurde wiederholt kritisiert. Die Kritik führte dazu, dass dem Gaia-Begriff insgesamt eine gewisse Distanz entgegengebracht wird (→ Gaia-Hypothese).

„The name of the living planet, Gaia, is not a synonym for the biosphere. The biosphere is defined as that part of the Earth where living things normally exist. Still less is Gaia the same as the biota, which is simply the collection of all individual living organisms. The biosphere and the biota taken together form part but not all of Gaia. Just as the shell is part of a snail, so the rocks, the air, and the oceans are part of Gaia.“

„Der Name des lebendigen Planeten, Gaia, ist kein Synonym für die Biosphäre. Die Biosphäre wird definiert als jener Bereich der Erde, in dem die Lebewesen normalerweise existieren. Ebensowenig bedeutet Gaia dasselbe wie Biota, die bloß die Gesamtheit aller lebenden Organismen meint. Die Biosphäre und die Biota zusammengenommen stellen einen Teil, aber [eben] nicht alles von Gaia dar. Genauso wie die Schale Teil der Schnecke ist, so sind [auch] die Felsen, die Luft und die Ozeane Teile von Gaia.“

Der Begriff vom System Erde / Erdsystem (ab 1983) gleicht inhaltlich einer weak Gaia. Im Konzept vom Erdsystem wird die globale Biota gleichberechtigt neben Atmosphäre, Lithosphäre und Hydrosphäre gestellt. Erst die Wechselwirkung des Lebens und der drei abiotischen Erdsphären bilden zusammen das System Erde (→ System Erde). Der Begriff wurde ursprünglich im Zusammenhang mit Forschungen zum globalen Wandel geprägt. Dort hat er sich weitgehend durchgesetzt. Darüber hinaus wird System Erde heute in vielen Bereichen der Geowissenschaften verwendet.

„Scientific research continues to yield fundamental new knowledge about the Earth. Studies of the continents, oceans, atmosphere, biosphere, and ice cover over the past thirty years have revealed that these are components of a far more dynamic and complex world than could have been imagined only a few generations ago. These investigations also have delineated, with inceasing clarity, the complex interactions upon Earth history and evolution … Our new knowledge is providing us with deeper insight into the Earth as a system.“

„Naturwissenschaftliche Forschung ist dabei, ständig neues Wissen über die Erde zu liefern. Während der vergangenen dreißig Jahre haben Studien über die Kontinente, Ozeane, Atmosphäre, Biosphäre und die Eisbedeckung gezeigt, dass diese [bloß einzelne] Teile einer viel dynamischeren und komplexeren Welt sind, als sich noch vor wenigen Generationen vorgestellt werden konnte. Die Forschungen haben außerdem mit zunehmender Klarheit deren komplexe Wechselwirkungen während der Geschichte und Evolution der Erde offengelegt […] Unser neues Wissen liefert uns tiefere Erkenntnis über die Erde als ein System.“

Der Begriff vom Bioplanet Erde (ab 1987) gleicht inhaltlich einer weak Gaia. genauso wie der Erdsystem-Begriff. Der Unterschied zum Erdsystem-Begriff beruht vor allem in der Hervorhebung der Rolle des Lebens. Denn der Bioplanet-Begriff billigt allein schon durch seine Bezeichnung dem Leben eine herausragende Stellung zu: Auf dem Bioplaneten steht das Leben nicht nur gleichauf mit den unbelebten Sphären der Erde. Stattdessen besitzt es zentrale Bedeutung und beeinflusst und formt sowohl (Anteile von) Luft, als auch Gestein, als auch Wasser. Der Bioplanet-Begriff wurde in der deutschsprachigen Biologiedidaktik entwickelt und findet sich vor allem in Schulbüchern. Außerhalb der Biologiedidaktik wird er auch von Vertretern der Geologie verwendet.

„Nach üblicher Anschauung konnte das Leben auf der Erde entstehen und sich entfalten, weil in unserem Planetensystem nur die Erde die Bedingungen dazu in richtiger Dosierung bereit stellte. Für die Unterschiede zwischen den Planeten wurden hauptsächlich deren Größe, Sonnenabstand und das Vorkommen von flüssigem Wasser verantwortlich gemacht. […] Die astronomischen und geologischen Bedingungen erklären jedoch nur die Randbedingungen, unter denen Leben auf der Erde entstehen und sich auf ihr entfalten konnte. Für die heutigen Bedingungen und die heutige Beschaffenheit der Planeten hat das Leben selbst gesorgt […] Erdgeschichte ist Lebensgeschichte und umgekehrt ist Lebensgeschichte zugleich Erdgeschichte.“

## Biosphäre innerhalb der geographischen Betrachtungsdimensionen
Nach der Biosphärenkonferenz der UNESCO gelangte der Biosphäre-Begriff in den allgemeinen Sprachgebrauch. Ungefähr um die gleiche Zeit etablierte sich nun aber innerhalb der deutschsprachigen Geographie auch das Konzept der geographischen Betrachtungsdimensionen. Das Konzept besagt, dass der geographische Raum nach unterschiedlichen Betrachtungsdimensionen gegliedert werden sollte. Diese Betrachtungsdimensionen unterscheiden sich voneinander in ihrem Maßstab. Aus den unterschiedlichen Maßstäben erwachsen unterschiedliche Arbeitsmethoden, um den jeweils betrachteten Raum zu untersuchen. Dieses hierarchische System der geographischen Betrachtungsdimensionen wurde vor allem entwickelt vom Geographen Ernst Neef zu Beginn der 1960er Jahre und von seinen Schülern aufgegriffen. Ähnliche Ansätze fanden sich allerdings bereits etwas früher bei Carl Troll (1943), Gerhard Franz Josef Schmithüsen (1949) und Carl Trolls Mitarbeiter Karlheinz Paffen (1953).
| Betrachtungsdimension | Raumeinheit         | Raumeinheitsgröße | Kartenmaßstäbe                        |
| --------------------- | ------------------- | --- | ------------------------------------- |
| topisch               | Top („…-top“)       | Kleinste Raumeinheit. | große Maßstäbe                        |
| chorisch              | Chore („…-chore“)   | Mehrere benachbarte Tope ergeben eine Chore.                                                                                                | große Maßstäbe bis mittlere Maßstäbe  |
| regional              | Region („…-region“) | Mehrere benachbarte Choren ergeben eine Region.                                                                                             | mittlere Maßstäbe bis kleine Maßstäbe |
| zonal                 | Zone („…-zone“)     | Mehrere benachbarte Regionen ergeben eine Zone. Zonen können Erdteile überspannen. Kleinere Raumeinheit der globalen Betrachtungsdimension. | kleine bis sehr kleine Maßstäbe       |
| sphärisch             | Sphäre („…-sphäre“) | Alle Zonen des Planeten Erde ergeben eine Sphäre. Größere Raumeinheit der globalen Betrachtungsdimension.                                   | sehr kleine Maßstäbe                  |

Nach dem Konzept der geographischen Betrachtungsdimensionen gilt die globale Betrachtungsdimension als die größte der geographischen Betrachtungsdimensionen. Die globale Betrachtungsdimension untersucht ein bestimmtes Thema entweder erdteilübergreifend oder gleich für den ganzen Planeten Erde. Ein Thema, das auf der globalen Betrachtungsdimension für die ganze Erde angesprochen wird, erhält ein Fachwort, das mit „-sphäre“ endet. Auch Biosphäre endet mit „-sphäre“ und natürlich bezeichnet dieser Ausdruck ebenfalls ein Thema in erdweiter, globaler Betrachtungsdimension. Allerdings kann dieser Begriff nicht reibungsfrei in das Konzept der geographischen Betrachtungsdimensionen gefügt werden.
Nach dem Konzept der geographischen Betrachtungsdimensionen bilden die Tope die kleinsten Raumeinheiten und die Sphären die größten Raumeinheiten geographischer Betrachtung. Das gleiche Thema kann in den größten Maßstäben als ein Top und in den kleinsten Maßstäben als eine Sphäre betrachtet werden. Die Raumeinheit der topischen Betrachtungsdimension, die der Biosphäre thematisch zugeordnet wäre, müsste Biotop heißen: Getreu dem Konzept der geographischen Betrachtungsdimensionen sollten Biosphäre und Biotop die gleiche Raumeigenschaft – das gleiche Thema, den gleichen funktionalen Inhalt – beschreiben, nur in verschiedenen Maßstäben. Genau diese Voraussetzung trifft allerdings nicht zu.
Der Biotop-Begriff war im Jahr 1908 vom deutschen Zoologen Friedrich Dahl eingeführt worden. Das Biotop war als komplementäre Ergänzung gedacht zur Biozönose. Letzteres war ein Begriff, der schon im Jahr 1877 von Dahls Universitätslehrer Karl August Möbius geprägt worden war. In Dahls ursprünglicher Bedeutung beschreibt der Biotop-Begriff ausschließlich die unbelebte Umwelt einer Biozönose. In dieser ersten und rein abiotischen Bedeutung wird der Biotop-Begriff noch immer häufig verwendet. Jedoch wird Biotop inzwischen regelmäßig explizit oder implizit mit biotischen Bedeutungsteilen angereichert. Das geschieht vor allem während Biotopkartierungen. Denn dabei werden Biotope eben meistens nicht an abiotischen Eigenschaften definiert, sondern anhand bestimmter Organismen, die in ihnen leben. Funktional-inhaltlich beziehungsweise thematisch bewegen sich diese Biotop-Begriffe dann zwischen abiotischer Umwelt und Biozönose.
Zwar war der Biosphäre-Begriff im Jahr 1875 vom österreichischen Geologen Eduard Suess noch ganz ähnlich als Raumbegriff mit abiotischem Inhalt eingeführt worden. Allerdings erfuhr Biosphäre im Lauf des zwanzigsten Jahrhunderts zwei dauerhaft wirksame Bedeutungswandlungen durch Wladimir Iwanowitsch Wernadski und Pierre Teilhard de Chardin. Wernadskis Biosphäre entspricht dem globalen Ökosystem. Teilhard de Chardins Biosphäre entspricht der globalen Biozönose. In beiden Fällen wurden dem Biosphäre-Begriff belebte Anteile zugefügt.
| Biosphäre-Begriff | Topische Entsprechung    |
| --- | ------------------------ |
| Biosphäre (Suess, 1875): Der unbelebte Raum der Erde, in dem Leben vorkommt.                                                                                          | Biotop (Dahl, 1908)      |
| Biosphäre (Wernadski, 1924): Die Gesamtheit der irdischen Organismen mitsamt dem unbelebten Raum, den sie bewohnen, mit dem sie wechselwirken und den sie mit formen. | Ökotop (Sørensen, 1936)  |
| Biosphäre (Teilhard der Chardin, 1925): Die Gesamtheit der irdischen Lebewesen.                                                                                       | Biozönose (Möbius, 1877) |

Einerseits wird Suess’ Biosphäre-Begriff heutzutage kaum noch verwendet. Andererseits erlebt Dahls Biotop-Begriff inzwischen regelmäßig biotische Ergänzungen. Demzufolge ist unter den gegenwärtig vorherrschenden Begriffsverständnissen eine funktional-inhaltliche Übereinstimmung zwischen Biosphäre einerseits und Biotop andererseits selten gegeben. Die Übereinstimmung ging verloren während der 1920er Jahre, als Wladimir Iwanowitsch Wernadski, Pierre Teilhard de Chardin und Édouard Le Roy die modernen Bedeutungen von Biosphäre formulierten. Dies geschah vierzig Jahre bevor es Ernst Neef gelang, innerhalb der deutschsprachigen Geographie das hierarchische System der geographischen Betrachtungsdimensionen zu etablieren.
|  | Mit den Begriffen Biozönose und Physiotop (Physiochore usw.) und Ökotop (Ökochore usw.) kann eine inhaltlich widerspruchsfreie und eindeutige Begriffshierarchie innerhalb des Systems der geographischen Betrachtungsdimensionen erstellt werden. Ähnliche Widerspruchsfreiheit und Eindeutigkeit können nicht erreicht werden, wenn die heute üblichen Biotop-Begriffe einerseits und die heute üblichen Biosphäre-Begriffe andererseits verwendet werden. |